# Prionomma attratum
Prionomma attratum là một loài bọ cánh cứng trong họ Cerambycidae.